# Короткая ночь стеклянных кукол
«Короткая ночь стеклянных кукол» (итал. La Corta notte delle bambole di vetro) — триллер 1971 года режиссёра Альдо Ладо.

## Сюжет
Журналист Грегори Мур получает задание отыскать в Будапеште учёного, который занимается разработкой новых способов и методов промывания мозгов. Данные наработки впоследствии планируется использовать в борьбе с иностранными шпионами и агентами секретных спецслужб. В поисках учёного Мур исследует множество переулков, в которых встречает весьма странных личностей и однажды знакомится с девушкой Мирой, за которой начинает ухаживать.
Вскоре, проснувшись от сна, Мур обнаруживает, что Мира пропала. Отправившись на поиски своей девушки журналист выходит на сектантов, проповедующих что-то типа чёрной магии и занимающихся тем, что похищают молодых людей и используют их тела для замены старого организма богатых людей. Столкнувшись со смертельной опасностью, Мур в результате манипуляций со стороны сектантов впадает в каталептическое состояние, при котором, однако, его разум всё ещё продолжает функционировать.
Жизнь Мура заканчивается на том, что он, принятый за мертвеца, лежит на операционном столе. Но его разум продолжает работать и Мур предпринимает все возможные действия, чтобы пошевелиться.

## В ролях
- Ингрид Тулин — Джессика
- Жан Сорель — Грегори Мур
- Марио Адорф — Джакес Версейн
- Барбара Бах — Мира Свобода
- Скьютто, Франка — медсестра
- Лучано Катеначчи — работник морга

## Критика
Луис Поль в своей книге Italian Horror Film Directors охарактеризовал картину как эффектный триллер, надолго остающийся в памяти после его просмотра и являющийся своего рода сплавом из множества других жанров (в частности шпионского боевика и фильма ужаса).  Мейтленд МакДона из TV Guide оценил фильм на 3 звезды из 5 и назвал концовку «по-настоящему шокирующей».